# Stéphane Brogniart
 (février 2024).
L'article doit être relu — et modifié si nécessaire — par des contributeurs indépendants pour apporter un regard critique aux contributions effectuées en violation des conditions d'utilisation de Wikipédia, tant sur la forme (notamment concernant le style encyclopédique, la proportionnalité) que sur le fond (la neutralité de point de vue, la qualité et l'indépendance des sources).
 (février 2024).
Pour les articles homonymes, voir Brogniart.
Stéphane Brogniart est un ultra-trailer et conférencier français, originaire des Vosges. Il traverse l'océan Atlantique à la rame en solitaire en 2020.

## Biographie
Né en plaine des Vosges[Où ?], Stéphane Brogniart grandit à Epinal jusqu'à l'obtention de son baccalauréat scientifique au lycée Claude Gellée. Ses jeunes années, ils les passent en multipliant les activités sportives principalement dans les sports d'endurance, course à pied, natation, vélo, ski de fond. 
Par la suite il développe sa carrière professionnelle autour des activités sportives de montagne: course à pied, trail, ultra-trail, ski-roue. Il se lance des défis sportifs hors-normes et profite de chaque aventure pour mettre un coup de projecteur sur des causes qui lui tiennent à cœur comme celle des réfugiés climatiques ou celle de l'autisme,,. 

### Carrière, formation et coaching
Stéphane Brogniart est d'abord ambulancier puis aide-soignant, avant de faire son métier autour de sa passion qui est le sport, essentiellement le sport d'endurance et les activités outdoor.  Réputé pour sa force mentale et les défis sportifs hors-normes, il se lance dans l'accompagnement de sportifs dans le cadre de leur préparation pour de grandes épreuves,,, puis il met en place des stages à destination de sportifs amateurs, et des formations pour des chefs d'entreprise et leurs personnels,.
- 2013, il crée une course qui a lieu tous les ans à l'avant-veille de Noël, la montée des schlitteurs[10]
- 2014, il met en place des conférences à destination d'une cible d'entreprises sur les thématiques d'esprit d'équipe et de performance[11],[5],[12],
- 2015, il passe un diplôme de préparateur mental[5],
- 2016, il devient coach en trail en se spécialisant sur la préparation mentale pour sportifs et chefs d'entreprise[5].

Il inspire d'autres sportifs qui le suivent quotidiennement sur ses réseaux sociaux ou à travers des blogs.

### Vie de famille
Stéphane Brogniart a trois enfants.

## Performance et défis
On peut distinguer trois grandes périodes.

### Période d'ultra-trailer
Stéphane Brogniart est d'abord réputé pour les courses à pieds, puis les longues distances et enfin les courses atypiques,. Il utilise le trail comme outil de développement personnel.  Il termine 10e à l'Ultra-Trail du Mont-Blanc en 2014.

### Période des traversées
- Première traversée des Vosges en ultra-trail :  210km, 7.500d+, en 31h06, en 2016[14]
- Première traversée du Mercantour en ultra-trail : 220 km, 13.000 d+, en 47 h, en 2018[19]
- Première traversée des Vosges en Ski-roue : 484 km, 7.300 d+ en 42 h, en 2018[20],[21]
- Première Traversée de Marseille à Calvi en kayak assistée de Matthieu Péché, champion du Monde 2017, et de Pierre Mastalski (traversée de l’océan Atlantique à la rame en 2012) en 2018[22]
- Traversée du lac Léman en 2019[23],[24],[25]
- Traversée de l'océan Atlantique à la rame[26]
- Tour de Corse à vélo en 2020[27],[28]
- Tour de France de 5000km en 20 jours en mai 2021[29],[30],[31],[32].

### Période Etarcos
2020: Stéphane Brogniart traverse l'océan Atlantique à la rame en solitaire et sans assistance. Il rame pendant 72 jours. Parti le 14 février 2020 depuis les Iles Canaries, il passe la période du premier confinement en mer,,. Il arrive en Martinique le 26 avril 2020,,,.

## Engagement

### A travers le regard d'Émile, autiste
Stéphane Brogniart soutient une association qui s'est créée autour d'un petit garçon autiste qui suit une méthode développementale,.

### Les réfugiés climatiques
Stéphane Brogniart contribue à éveiller les consciences envers les défis environnementaux et pointe les réfugiés climatiques,.
Il croise Energy Observer lors de sa traversée de l'Atlantique à la rame. Cette rencontre qui fait écho à son engagement envers la préservation des ressources et de la finitude des matières premières,.